# 1911 no cinema

## Nascimentos
| Data            | Nome               | Profissão                                       | Nacionalidade  | Observações | Ref |
| --------------- | ------------------ | ----------------------------------------------- | -------------- | ----------- | --- |
| 3 de Janeiro    | John Sturges       | cineasta                                        | Estados Unidos | m. 1992     |     |
| 6 de Fevereiro  | Ronald Reagan      | ator e presidente dos Estados Unidos da América | Estados Unidos | m. 2004     |     |
| 19 de Fevereiro | Merle Oberon       | atriz                                           | Reino Unido    | m. 1979     |     |
| 3 de Março      | Jean Harlow        | atriz                                           | Estados Unidos | m. 1937     |     |
| 17 de Maio      | Maureen O'Sullivan | atriz                                           | Irlanda        | m. 1998     |     |
| 27 de Maio      | Vincent Price      | ator                                            | Estados Unidos | m. 1993     |     |
| 27 de Junho     | Didi Viana         | atriz                                           | Brasil         | m. 1976     |     |
| 16 de Julho     | Ginger Rogers      | atriz, dançarina e cantora                      | Estados Unidos | m. 1995     |     |
| 18 de Julho     | Hume Cronyn        | ator                                            | Canadá         | m. 2003     |     |
| 6 de Agosto     | Lucille Ball       | atriz                                           | Estados Unidos | m. 1989     |     |
| 21 de setembro  | Ribeirinho         | ator e realizador                               | Portugal       | m. 1984     |     |
| 5 de Novembro   | Roy Rogers         | ator e cantor                                   | Estados Unidos | m. 1998     |     |
| 29 de Novembro  | Walter D'Ávila     | ator e humorista                                | Brasil         | m. 1996     |     |
| 8 de Dezembro   | Lee J. Cobb        | ator                                            | Estados Unidos | m. 1976     |     |
| 18 de Dezembro  | Jules Dassin       | cineasta                                        | Estados Unidos | m. 2008     |     |

## Mortes
| Data | Nome | Profissão | Nacionalidade | Observações | Ref |
| ---- | ---- | --------- | ------------- | ----------- | --- |